# Třída Hämeenmaa
Třída Hämeenmaa je třída víceúčelových minonosek Finského námořnictva. Jejich hlavním úkolem jsou celoroční minové operace v Baltském moři, ale mohou být nasazeny také při plnění hlídkových, eskortních, protiponorkových, transportních a zásobovacích úkolů, nebo jako mateřské lodě menších plavidel. Jsou to první finské válečné lodě v jejichž konstrukci byly použity technologie stealth. Třídu tvoří dvě jednotky nesoucí tradiční jména Hämeenmaa a Uusimaa. Obě byly v letech 2006-2007 modernizovány a jsou i nadále v aktivní službě. Minonoska Hämeenmaa je od roku 2013 vlajkovou lodí Finského námořnictva.

## Pozadí vzniku
Obě dvě jednotky této třídy postavila v letech 1991–1992 finská společnost Finnyards (nyní STX Finland Cruise Oy) v loděnici Rauma. Do služby byly zařazeny roku 1992.
Jednotky třídy Hämeenmaa:
| Jméno          | Zahájení stavby    | Spuštěna           | Zařazení do služby | Poznámka |
| -------------- | ------------------ | ------------------ | ------------------ | -------- |
| Hämeenmaa (02) | 2. dubna 1991      | 11. listopadu 1991 | 15. dubna 1992     | aktivní  |
| Uusimaa (05)   | 12. listopadu 1991 | červen 1992        | 2. prosince 1992   | aktivní  |

## Konstrukce

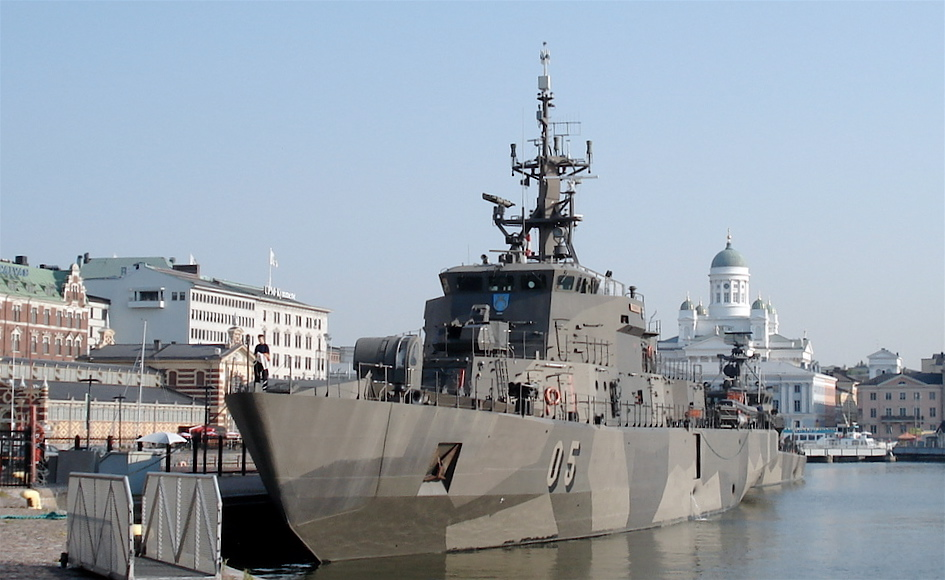
Uusimaa (05) před modernizací

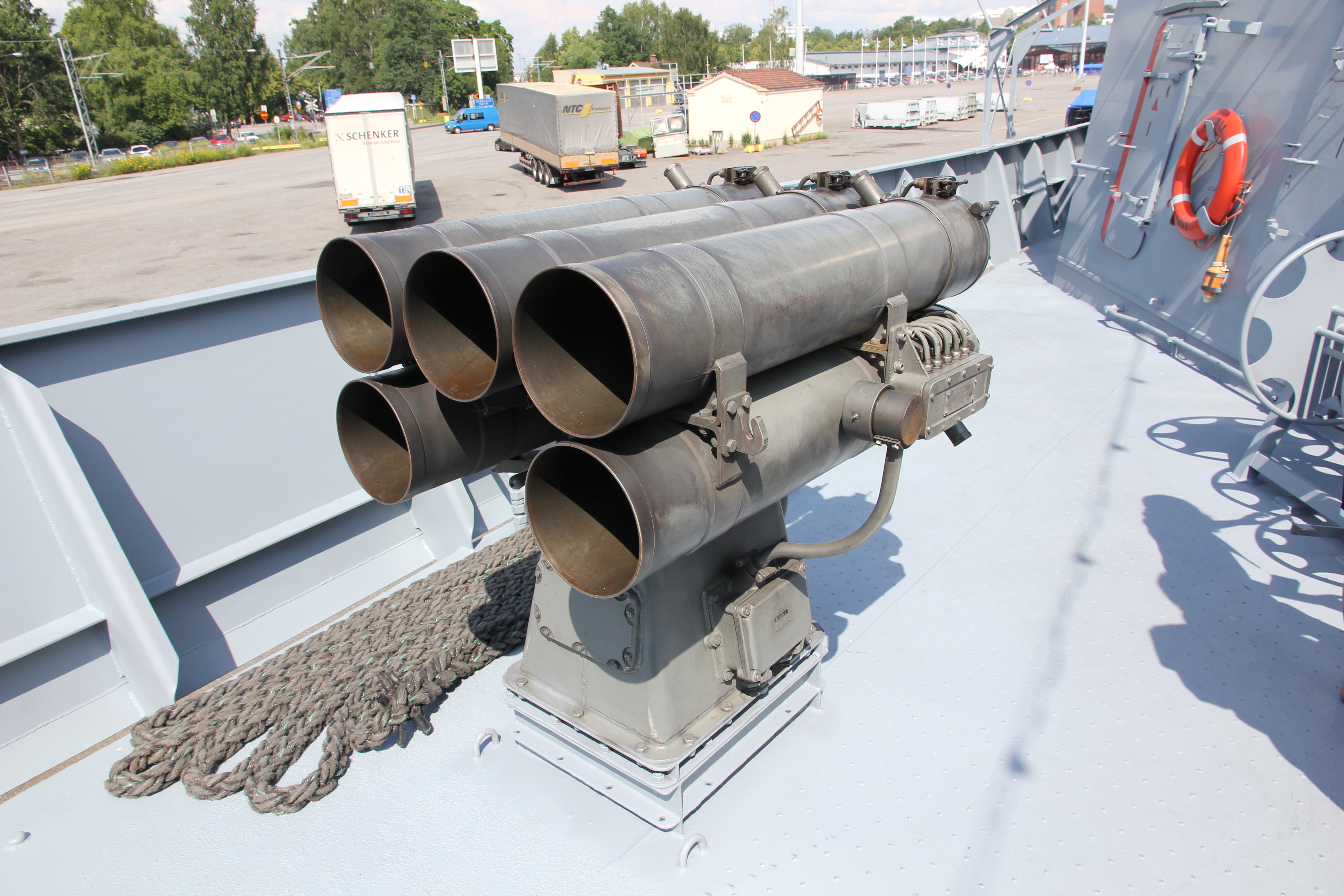
Vrhač raketových hlubinných pum RBU-1200 na palubě minonosky Uusimaa (05)

### Po dokončení
Plavidla mají ocelový trup a hliníkové nástavby. Při jejich projektování bylo dbáno na redukci singatur. Proto nemají ani klasický komín a vývody zplodin jsou vyvedeny na bocích trupu nad čárou ponoru. Mají na čáře ponoru zesílený trup a z ledoborců odvozený tvar přídě, což jim umožňuje plavbu až 40 centimetrů silným ledem (klasifikace ICE-1A).
Elektroniku tvořily tři navigační radary Selesmar ARPA, systém řízení palby Radamec 2400 pro 40mm kanóny, jednoduché zaměřovače Galileo pro 23mm kanóny a trupový sonar Simrad SS 304. Obranu posiloval systém pro radiotechnický průzku Matilda a dva vrhače klamných cílů Super Barricade.
Hlavňová výzbroj se skládala ze dvou 40mm kanónů Bofors L/70 a dvou až tří 23mm dvojkanónů SAKO M85. Třetí 23mm dvojkanón byl obvykle nahrazen šestinásobným protiletadlovým raketovým kompletem krátkého dosahu Sadral se střelami Mistral s dosahem 6 km. K ničení ponorek slouží dva vrhače raketových hlubinných pum RBU-1200. Plavidla nesou čtyři řady kolejnic pro vypouštění námořních min. Celkem jich na palubu mohou vzít až 150 kusů. Miny jsou do moře shazovány otvorem v záďovém zrcadle, krytým sklopnou rampou. Druhá nákladová rampa byla ukryta pod výklopnou přídí.
Pohonný systém tvoří dva diesely Wärtsilä-Vasa 16V22MD, každý o výkonu 5200 kW, roztáčející dva lodní šrouby s nastavitelnými lopatkami. Nejvyšší rychlost dosahuje 20 uzlů. Manévrovací schopnosti zlepšuje příďové dokormidlovací zařízení.

### Modernizace

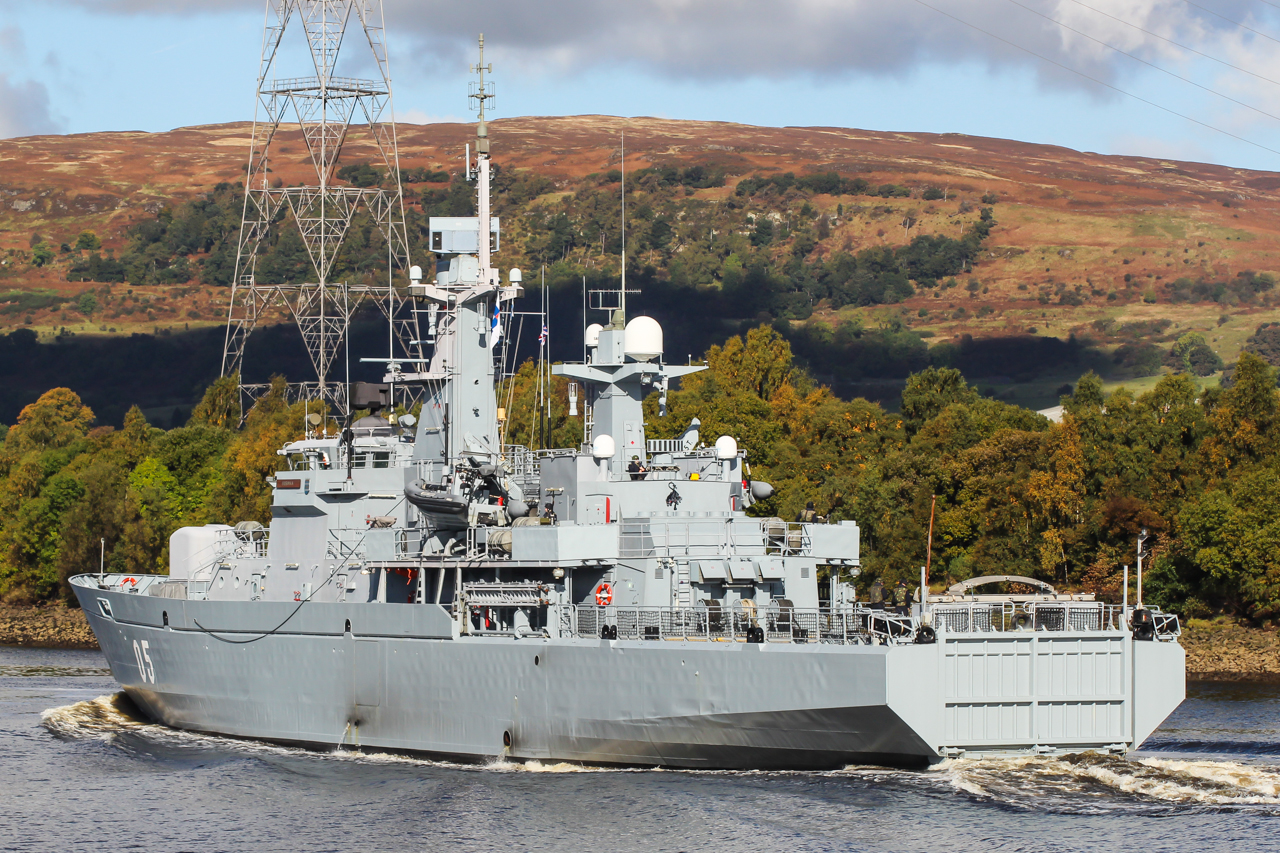
Uusimaa (05) po modernizaci

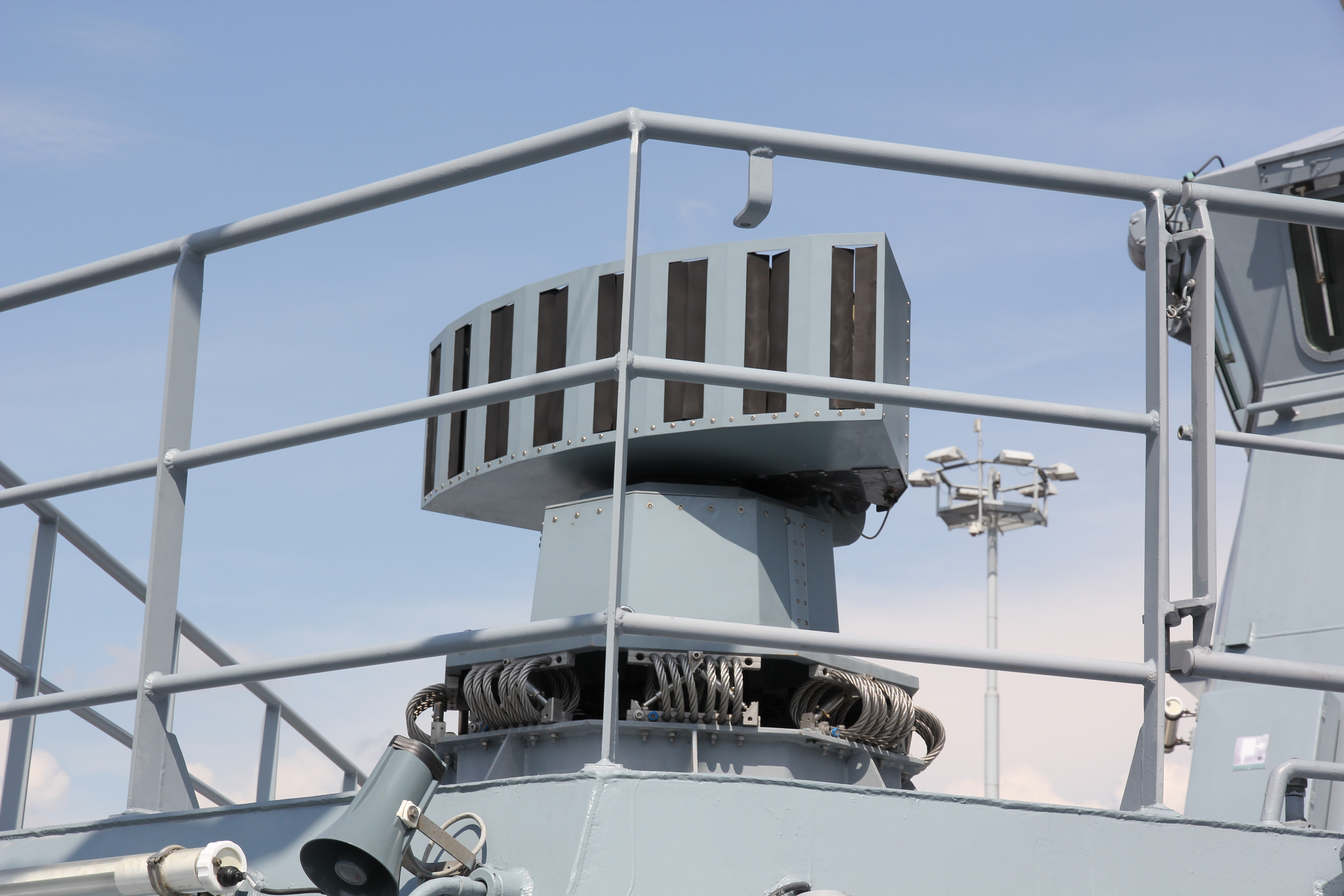
Detailní pohled na vrhač klamných cílů Rheinmetall MASS

Loděnice Aker Yards provedla v letech 2006-2007 střednědobou modernizaci obou jednotek. Provedené úpravy měly dále zvětšit víceúčelovost plavidel. Kvůli zlepšení nautických vlastností došlo ke zrušení (zavaření) výklopné přídě a instalaci aktivních ploutvových stabilizátorů na trup. Na zádi je přistávací plocha pro vrtulník.
Nová sestava elektroniky, senzorů, navigačních a komunikačních systémů byla unifikována s  raketovými čluny třídy Hamina. Původní trojnožkový stožár nahradily dva zcela nové. Instalovány byly navigační radary Furuno, bojový řídící systém ANCS 2000, přehledový radar EADS TRS3D-16ES, optotronický systém EOMS kategorie IRST, švédský systém řízení palby SAAB CEROS 200 pro 57mm kanón, systém pro radiotechnický průzkum Thales DR3000 SIEWS a dva vrhače klamných cílů Rheinmetall MASS. Instalován byl také trupový sonar Kongsberg SS2030 a sonar s měnitelnou hloubkou ponoru Kongsberg ST2400.
Většina původní výzbroje byla sejmuta a nahrazenou jinou. Na přídi se objevila dělová věž s dvoučelovým 57mm kanónem Bofors L/70 (pochází ze starších vyřazených lodí), který doplnily dva 12,7mm kulomety NSV. V zadní části nástavby bylo instalováno osminásobné vertikální vypouštěcí silo pro protiletadlové řízené střely Umkhonto-IR (lokální označení ItO 04) s dosahem 12 km. Ponechány byly oba vrhače RBU-1200.